# Preston Motors Corporation
Die Preston Motor Car Company, ab 1919 Preston Motors Corporation, ist ein ehemaliger US-amerikanischer Automobil- und Nutzfahrzeughersteller. Markennamen waren Preston und Premocar.

## Unternehmensgeschichte
Die Preston Motor Car Company wurde im Frühjahr 1918 von Charles A. Dexter in Birmingham (Alabama) zur Herstellung von Automobilen und Nutzfahrzeugen nach Entwürfen von W.H. Tarpley aus Newark (New Jersey) gegründet. Das Unternehmen bezog die Anlagen der ehemaligen Birmingham Boiler Works. Viele Bestandteile der Preston genannten Fahrzeuge wurden von der Sandusky Forging Company bezogen. Angeboten wurden ein Fahrzeug der unteren Mittelklasse ab US$ 600,- und ein LKW ab US$ 1000,-. Die Fahrzeuge wurden als Preston angekündigt und beworben, scheinen aber nicht unter diesem Namen in den Handel gelangt zu sein. Nach kurzer Zeit kam es zu einem finanziellen Engpass und das Unternehmen musste schon 1919 unter neuer Leitung reorganisiert werden.

### Preston Motors undPremocar 6-40A
Ross A. Skinner als Präsident, Joseph T. Driver als Vizepräsident und Preston Orr als Finanzvorstand waren für den Neustart verantwortlich. Der Sitz des Unternehmens lag nun an der Kreuzung 18th Avenue und Vanderbilt Road in Birmingham. Er wurde im Spätsommer 1920 bezogen. Die Fahrzeuge waren Neukonstruktionen ohne Tarpleys Beteiligung und erschienen unter dem Markennamen Premocar. Wiederum gab es PKW und Nutzfahrzeuge, erstere allerdings in einem deutlich hochpreisigeren Marktsegment. Zunächst sollte ein Sechszylinder-Schiebermotor System Fischer verwendet werden, wie er in größerer Ausführung bereits 1914 für den Mondex-Magic aus New York City angedacht gewesen war. Mindestens ein Fahrzeug mit diesem Motor und einem Listenpreis von US$ 2290,- wurde tatsächlich gebaut und von der Stadt Birmingham verwendet, um hochgestellte Besucher zu chauffieren. In diesen Genuss kamen US-Präsident Warren G. Harding, der hier im Oktober 1921 eine viel beachtete Rede hielt, und 1922 der Komponist John Philip Sousa.
Die Fahrzeuge waren Assembled vehicles mit den Vor- und Nachteilen solcher konfektionierter Produkte. Zu ersteren gehörten geringe Entwicklungskosten, praxisbewährte Komponenten, ein flexibler Materialeinkauf und ein günstiger Preis, zu den Nachteilen die Abhängigkeit von Zulieferern (was gerade bei knapp finanzierten Unternehmen fatale Folgen haben konnte) und ein geringeres Markenprestige.
In Serie ging der PKW als Premocar 6-40A für das Modelljahr 1921 mit einem konventionelleren Falls ohv-Sechszylinder. Dies dürfte den deutlich niedrigeren Listenpreis von US$ 1295,- ermöglicht haben. Ein Ford Model T Touring kostete von Ende 1920 bis Mitte 1922 US$ 535,- und danach noch US$ 440,-. Nach einer Quelle war der Premocar 6-40A zum gleichen Preis als zweisitziger Roadster oder fünfsitziger Touring erhältlich; nach anderen Angaben wurde nur der Touring angeboten.
Mit geringen Änderungen wurde der 6-40A bis 1923 produziert. Bezüglich lieferbaren Ausführungen und Preisen liegen unterschiedliche Angaben vor. Nach einer Quelle wurden weiterhin nur Roadster und Touring angeboten, allerdings nun zu je US$ 2250,-. Anderen Angaben zufolge blieben die Preise für 1922 unverändert bei je US$ 1295,-. Demnach gab es neu auch einen Sedan zu US$ 1995,-. Für 1923 werden nun ein 2/3-sitziger Roadster und ein 4/5-sitziger Phaeton zu einem reduzierten Preis von US$ 1095,- genannt. Der Sedan kostete noch US$ 1825,- und neu wurde auch ein Coupé zu US$ 1750,- angeboten.

### Premocar 4-80
Der Premocar 4-80 war eine besonders leistungsfähige Version des 6-40A mit einem aus dem Rennsport abgeleiteten Vierzylindermotor Rochester-Duesenberg. Der 4,9 Liter-Motor leistete in dieser „gezähmten“ Version bis 76 bhp (56,7 kW)<55,9 kW. Nach widersprüchlichen Angaben in der gleichen Quelle kostete der Wagen US$ 3865,- resp. US$ 6100,-, letzteres positioniert das Fahrzeug im obersten Segment. Solche Listenpreise trugen einige Importmarken wie Rolls-Royce, Isotta Fraschini oder Hispano-Suiza oder aus einheimischer Produktion Spitzenmodelle von Pierce-Arrow, Locomobile, Crane-Simplex oder Packard. Das erste eigene Auto der Duesenbergs, der Achtzylinder Model A, hatte bei seiner Markteinführung einen Listenpreis von US$ 6500,-.

### Insolvenz
Das Unternehmen endete unrühmlich. Nach 93 gebauten Fahrzeugen des Modelljahrs 1923 wurde die Produktion vorzeitig eingestellt und das Unternehmen im Mai 1923 unter Insolvenzrecht gestellt. Gegen Skinner, Driver und Orr scheint es zu Anklagen wegen Verletzung der „Blue Sky“-Gesetze von Alabama gekommen zu sein.

## Modellübersicht
| Modell | Baujahr | Motorenhersteller, -bauform, Ventilsteuerung | Hubraum                   | Leistung        | Radstand                            | Karosserie                   | Quellen, Bemerkungen |
| ------ | ------- | -------------------------------------------- | ------------------------- | --------------- | ----------------------------------- | ---------------------------- | -------------------- |
| 6-40   | 1920    | Liz. Fischer, R6, Schiebermotor              |                           |                 |                                     | Touring, 5 Sitze             | , Prototyp           |
| 4-80   | 1921    | Rochester-Duesenberg G-3, R4, Walking Beam   | 301,579 cu in (4.942 cm³) | 35 PS (25,7 kW) | 117 in (2.972 mm) 127 in (3.226 mm) | Touring Sport                | [ 3 ] [ 13 ]         |
| 6-40A  | 1921    | Falls, R6, OHV-Ventilsteuerung               | 195,825 cu in (3.209 cm³) | 35 PS (25,7 kW) | 117 in (2.972 mm)                   | Roadster, 2 Sitze            | [ 3 ]                |
| 6-40A  | 1921    | Falls, R6, OHV                               | 195,825 cu in (3.209 cm³) | 35 PS (25,7 kW) | 117 in (2.972 mm)                   | Touring, 5 Sitze             | [ 3 ]                |
| 6-40A  | 1922    | Falls, R6, OHV                               | 195,825 cu in (3.209 cm³) | 35 PS (25,7 kW) | 117 in (2.972 mm)                   | Roadster, 2 Sitze            | [ 3 ] [ 9 ]          |
| 6-40A  | 1922    | Falls, R6, OHV                               | 195,825 cu in (3.209 cm³) | 35 PS (25,7 kW) | 117 in (2.972 mm)                   | Touring, 5 Sitze             | [ 3 ] [ 9 ]          |
| 6-40A  | 1922    | Falls, R6, OHV                               | 195,825 cu in (3.209 cm³) | 35 PS (25,7 kW) | 117 in (2.972 mm)                   | Sedan, 5 Sitze               | [ 9 ]                |
| 6-40A  | 1923    | Falls, R6, OHV                               | 195,825 cu in (3.209 cm³) | 35 PS (25,7 kW) | 117 in (2.972 mm)                   | Roadster Roadster, 2/3 Sitze | [ 10 ]               |
| 6-40A  | 1923    | Falls, R6, OHV                               | 195,825 cu in (3.209 cm³) | 35 PS (25,7 kW) | 117 in (2.972 mm)                   | Touring Phaeton, 4/5 Sitze   | [ 10 ]               |
| 6-40A  | 1923    | Falls, R6, OHV                               | 195,825 cu in (3.209 cm³) | 35 PS (25,7 kW) | 117 in (2.972 mm)                   | Sedan, 5 Sitze               | [ 10 ]               |
| 6-40A  | 1923    | Falls, R6, OHV                               | 195,825 cu in (3.209 cm³) | 35 PS (25,7 kW) | 117 in (2.972 mm)                   | Coupé, 2/3 Sitze             | [ 10 ]               |

## Nutzfahrzeuge
Eine Quelle nennt eine Nutzfahrzeugproduktion von Beginn an. Markennamen waren, analog den Personenwagen, Preston und Premocar. Demnach kostete der LKW bei Markteinführung US$ 1000,-. Bei der Reorganisation des Unternehmens scheint der Entwurf von W.H. Tarpley durch einen anderen ersetzt worden zu sein. Technische Angaben und Produktionszahlen fehlen, beide Marken werden in der vorliegenden Literatur nicht erwähnt.

## PKW-Produktionszahlen
| Modelljahr | Stückzahl | Anmerkungen                 |
| ---------- | --------- | --------------------------- |
| 1920       | 100       | Modelljahr 1921             |
| 1921       | 223       | inkl.ca. 5–20 Premocar 4-80 |
| 1922       | 147       |                             |
| 1923       | 93        |                             |
| Total      | 563       |                             |

Die nebenstehenden Produktionszahlen nach Modelljahr beruhen auf Angaben der Automobilhistoriker Beverly Rae Kimes und Henry Austin Clark, jr. im Standard Catalogue of American Cars 1805–1942.
Außer im verkürzten Modelljahr 1923 stellte Premocar stets eine Stückzahl über 100 Einheiten pro Jahr her. Die Produktion des 4-80 war minimal.
1920 wurden in den USA 1.905.560 Automobile hergestellt.

## Motorsport
Die Rennfahrer Bob Robinson, Laurie Stone und Ralph Hankinson hatten in den Südstaaten begrenzte Erfolge auf Premocar 4-80. Statistische Details fehlen indes. Robinson fuhr 1928 und 1929 Rennen auf Duesenberg.

## Literatur

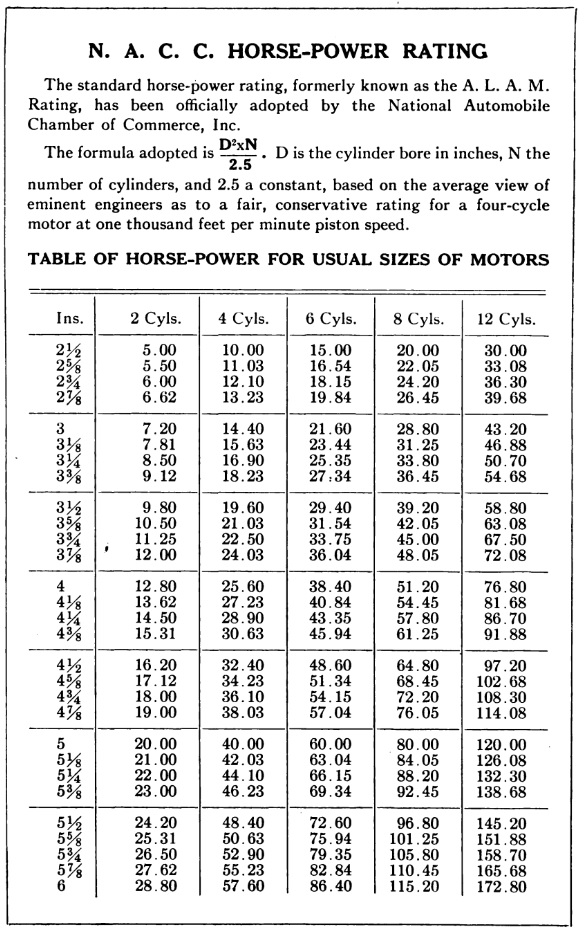
N.A.C.C.-Rating.